# Vocable (magazine)
 (septembre 2023).
Si vous disposez d'ouvrages ou d'articles de référence ou si vous connaissez des sites web de qualité traitant du thème abordé ici, merci de compléter l'article en donnant les références utiles à sa vérifiabilité et en les liant à la section « Notes et références ».
Vocable est un magazine mensuel d'actualité français qui permet de découvrir l'actualité internationale tout en se perfectionnant en anglais, allemand ou espagnol.
Vocable propose une sélection d'articles tirés de la presse internationale (The Economist, The New York Times, The Guardian... ABC, El País... Wirtschaftswoche, Der Spiegel...) proposés en version originale et dont la traduction en français des mots ou expressions difficiles est indiquée en fin de page.
Vocable a été fondé en 1984 par Dominique Lecat. Il est édité par la Société maubeugeoise d’édition & Cie, à Paris.
Originellement bimensuel et publié un jeudi sur deux, il est passé à un rythme mensuel en octobre 2022 et sort maintenant le premier vendredi de chaque mois.

## Les éditions

### Les différentes versions proposées
- Anglais ; Allemand ; Espagnol : versions proposant des articles en langue originale avec des aides, mots traduits et expressions expliquées en français.
- All English : version proposant le même contenu que la version anglaise simple. Les traductions en français sont toutefois remplacées par des synonymes en anglais permettant de faciliter la compréhension du texte

### Le contenu
Les articles du magazine Vocable permettent au lecteur de suivre des sujets d'actualité riches et variés : société, enjeux économiques, découvertes scientifiques, la culture mais aussi des brèves, des zooms sur des personnalités qui font l'actu... Un cahier central détachable, pratique et ludique - Praticable, permet de revoir les basiques en grammaire mais aussi en vocabulaire pour affronter les situations pratiques avec aisance.
Chaque article (hors interviews faites par le magazine) est issu des titres référents dans leur pays, et précédé d'une introduction de quelques lignes en français. Il bénéficie par ailleurs d'un classement par niveau de difficulté, suivant le CECRL (critères de niveau européen).
Le magazine est reconnu d’intérêt pédagogique pour l'année 2011 par le ministère de l'Éducation nationale.

## Les contenus audio
Vocable propose des contenus audio disponibles sur abonnement sous deux formes possibles : en téléchargement (version mp4) ou CD audio. Les lecteurs ont la possible de choisir la version dite de "conversation" (une émission radiophonique dans laquelle l'animatrice ou l'animateur traite avec son invité de sujets traités dans le magazine en cours) ou la version dite de "lecture" (le magazine lu dans la langue de A à Z).